# Брукингс (Јужна Дакота)
Брукингс (енгл. Brookings) град је у америчкој савезној држави Јужна Дакота.

## Демографија
По попису из 2010. године број становника је 22.056, што је 3.552 (19,2%) становника више него 2000. године.
| Група             | 2000.          | 2010.          |
| Белци             | 17.598 (95,1%) | 20.123 (91,2%) |
| Афроамериканци    | 81 (0,4%)      | 234 (1,1%)     |
| Азијати           | 348 (1,9%)     | 821 (3,7%)     |
| Хиспаноамериканци | 139 (0,8%)     | 335 (1,5%)     |
| Укупно            | 18.504         | 22.056         |